# Sławomir Mrożek
Sławomir Mrożek [Suavomir Mrožek] (29. června 1930, Borzęcin, Polsko – 15. srpna 2013, Nice, Francie) byl polský spisovatel, dramatik, publicista a kreslíř.

## Život
Po ukončení gymnasia v Krakově začal studovat výtvarné umění, architekturu a orientalistiku. Počátkem padesátých let začal publikovat své práce v novinách. Krátce koketoval s komunistickým režimem, kdy jako dvacetiletý mladík, který přežil válku, napsal oslavné texty na Stalina a kolektivizaci vesnice.
Později se zaměřil na krátké satirické povídky. První výbor satirických próz Praktické kyrysy (Połpancerze praktyczne) mu vyšel v roce 1953. První divadelní hru Policajti (Policja) napsal v roce 1958. V roce 1959 se přestěhoval do Varšavy. Zde pracoval pro časopis Nowa Kultura. Začátkem 60. let pociťuje Mrożek sílící tlak systému, který ho nutí přizpůsobovat hry. V roce 1963 se i s manželkou Marií Obrembovou-Mrożkovou usazuje v Itálii v Chiavari nedaleko Janova. V roce 1967 se Mrożkovi opět stěhují, tentokrát do Paříže. 
Ráno 21. srpna 1968 se Mrożek dozvěděl ze zpravodajství francouzského rozhlasu o invazi vojsk Varšavské smlouvy do Československa. Do té doby striktně apolitický Mrożek mění svůj postoj a sepisuje známe politické prohlášení odsuzující agresi, které hned další den otiskly mnohé významné světové deníky a některé exilové časopisy. Hned poté je jeho dílo v zemích socialistického bloku zakázáno.
Z emigrace ve Francii se přestěhoval do Mexika, zde však jeho žena umírá a Mroźek se zde podruhé oženil. Vrátil se ale zpět do Francie, kde umírá.
Jeho díla se často vyznačují překvapující pointou, neočekávaným vtipem či absurditou, takže se v polštině ještě za časů komunistické PLR vžilo rčení komentující něco absurdního a odporujícího zdravému rozumu: „Něco takového by nevymyslel ani sám Mrożek“ (Tego by nawet sam Mrożek nie wymyślił).

## Dílo

### Drama
- Policajti (1958)
- Krocan (1961)
- Na širém moři (1961), česky: 1965. V roce 1990 zpracováno v Československém rozhlasu jako rozhlasová hra. Překlad Roman Mecnarowský, rozhlasová úprava Josef Melč a Jiří Miškovský, hudba Jiří Váchal, dramaturgie Václav Daněk, režie Josef Melč. Hráli: Josef Somr, Petr Nárožný a Jiří Hálek, Vlastimil Bedrna, Zdeněk Řehoř, Jiřina Jirásková a Dana Jelínková.[4]
- Tancovačka (1962), česky: 1962
- Smrt poručíka (1963), česky: 1964
- Tango (1964) - groteska, která je postavena na principech absurdního divadla
- Emigranti (1974), česky: 1978
- Hrbáč (1975)
- Krejčí (1977)
- Václav (1979)
- Letní den (1983)
- Portrét (1987)
- Vdovy (1992)
- Láska na Krymu (1993)
- Krásná vyhlídka (2000) - Česká premiéra 1.6.2010 Praha, Jiráskovo divadlo MANA[5]

### Próza
- Malé léto (1956)
- Slon (1957)
- Svatba v Atomicích (1959)
- Útěk na jih (1961) - román, česky: 1968
- Déšť (1962) - povídky
- Dva dopisy (1974) - povídky
- Malé prózy (1990) - povídky
- Povídky a udání (1995) - povídky
- Povídky (1996) - povídky
- Baltazar (2006) - autobiografie, česky: 2008 Slovart

### České výbory povídek
- Slon
- Věrný strážce
- Ten, který padá, Aurora 1997
- Kohout, lišák a já, Fra 2009
- Ti, co mě nesou, Fra 2017